# Corwith Cramer
Pour les articles homonymes, voir Corwith (homonymie).
Le SSV Corwith Cramer est un vieux gréement (en anglais : Tall Ship)  américain.  Ce brick-goélette est exploité par la Sea Education Association (en) (S.E.A.) comme navire-école et navire océanographique, qui opère aussi avec le SSV Robert C. Seamans.
Son port d'attache actuel est Woods Hole dans le Massachusetts.

## Histoire
Le Corwith Cramer a été construit en Espagne, sur un chantier naval du port de Bilbao en 1987.  Il porte le nom du créateur de la Sea Education Association fondée en 1971 par Corwith Cramer. C'est une association éducative dédiée à l'exploration, la compréhension et l'intendance des océans qui offre aux étudiants un programme interdisciplinaire de découverte et d'apprentissage en milieu marin.